# Sisyrinchium chiricanum
Sisyrinchium chiricanum är en irisväxtart som beskrevs av Robert Everard Woodson. Sisyrinchium chiricanum ingår i släktet gräsliljor, och familjen irisväxter. Inga underarter finns listade i Catalogue of Life.